# Cortina d'Ampezzo
Cortina d'Ampezzo je grad u sjevernoj talijanskoj regiji Veneto. Smješten je na obroncima Dolomita na visini od 1210 m, te predstavlja popularno odmaralište zaljubljenika u zimske sportove.
Kao jedno od najekskluzivnijih odmarališta u Europi, Cortina je također poznata po svojim vrhunskim hotelima i bogato opskrbljenim trgovinama. 
Za vrijeme zimskih i ljetnih praznika lokalno stanovništvo voli šetati glavnim gradskimm korzom Coros Italia, gdje turisti obavljaju kupovine.
Okolica Cortine je poslužila za snimanje filmova kao što su Cliffhanger: Na rubu sa Sylvesterom Stalloneom u glavnoj ulozi te Pink Panther s Davidom Nivenom i Peterom Sellersom.
Cortina d'Ampezzo je bila domaćin Zimskih olimpijskih igara 1956. Taj grad je prije toga trebao biti domaćin Zimskih olimpijskih igara 1944., neodržanih zbog Drugog svjetskog rata.
Blizu Cortine d'Ampezzo se nalazi San Vito di Cadore.

## Vanjske poveznice
- Cortina d'Ampezzo